# Бієла вода (притока Слатіни)
Бієла вода (словац. Biela voda) — річка; ліва притока Слатини, протікає в окрузі Детва.
Довжина приблизно 6,0—6,5 км. Витік знаходиться в масиві Вепорські гори (геоморфологічна підодиниця Сілянська Планина); схил гори Скалка) — на висоті приблизно 990 метрів.
Протікає територією міста Гріньова. Впадає у Слатину на висоті приблизно 600-605 метрів.